# 스래시 메탈

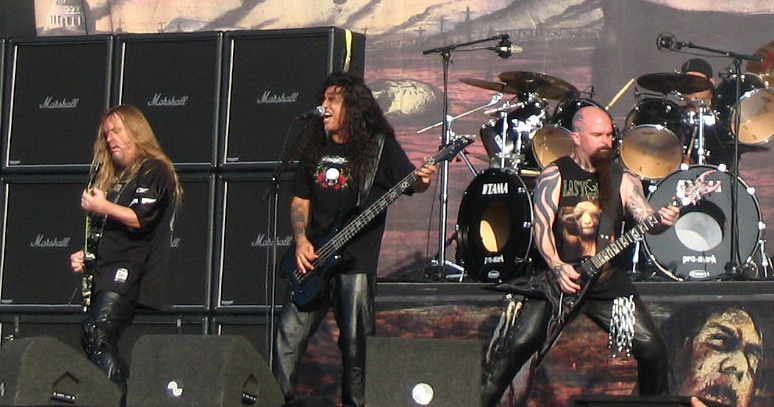

스래시 메탈(Thrash Metal)이란 헤비 메탈의 하위 장르이며 고속의 스피드와 공격적인 사운드가 특징이다. 메탈 음악의 기본속성인 금속적인 사운드가 매우 공격적으로 부각되고, 하나같이 공격적이고 강렬한 기타리프가 메인을 이루면서 이후에 현란한 기타속주로 넘어가게 된다. 주로 사회적 문제와 지도층을 직선적으로 비판하는 가사를 다루며 이는 하드코어 펑크에서 가져온 요소이다.
스래시 메탈은 1980년대 초부터 모터헤드, 베놈 등의 NWOBHM 시대 밴드들의 음악적 특징인 빠른 드럼 비트와 격렬한 더블 베이스 드러밍, 묵직하고 복잡한 기타 연주를 기반으로 발전하였다. 또한 헤비 메탈의 하위 장르이자, 당시에 유행하고 있던 덜 공격적이고 팝 음악의 속성을 지닌 글램 메탈에 대한 반대 체제로 나왔다고 할 수도 있다. 스래시 메탈의 발전으로 인해 이후에 데스 메탈과 블랙 메탈 같은 하위 장르가 탄생하기도 했다.
4개의 미국 밴드 메탈리카, 메가데스, 슬레이어, 앤스랙스는 스래시 메탈의 선구자 역할을 하였고 이 장르를 유행시키는 데 큰 공헌을 했다고 인정되어 이들을 일컫는 용어 "빅 4"가 만들어졌다. 메가데스, 슬레이어, 앤스랙스가 참여한 1990년부터 1991년까지 진행된 클래시 오브 더 타이탄즈(Clash of the titans) 투어는 스래시 메탈의 절정기를 상징했고 이후 스래시 메탈의 유행 시간이 흐르며 지나가게 된다. 최근에 스래시 메탈은 여러 기존의 밴드들이 새 앨범을 발매하여 예전의 사운드로 회귀하려는 시도를 하면서 이전의 인기를 다시 얻기 시작했다. 2000년대 초부터 스래시 메탈의 신세대 밴드들이 예전 밴드들의 시각적 퍼포먼스와 작사에 영향을 받으며 나타나기 시작하였다.